# AB Julius Slöör

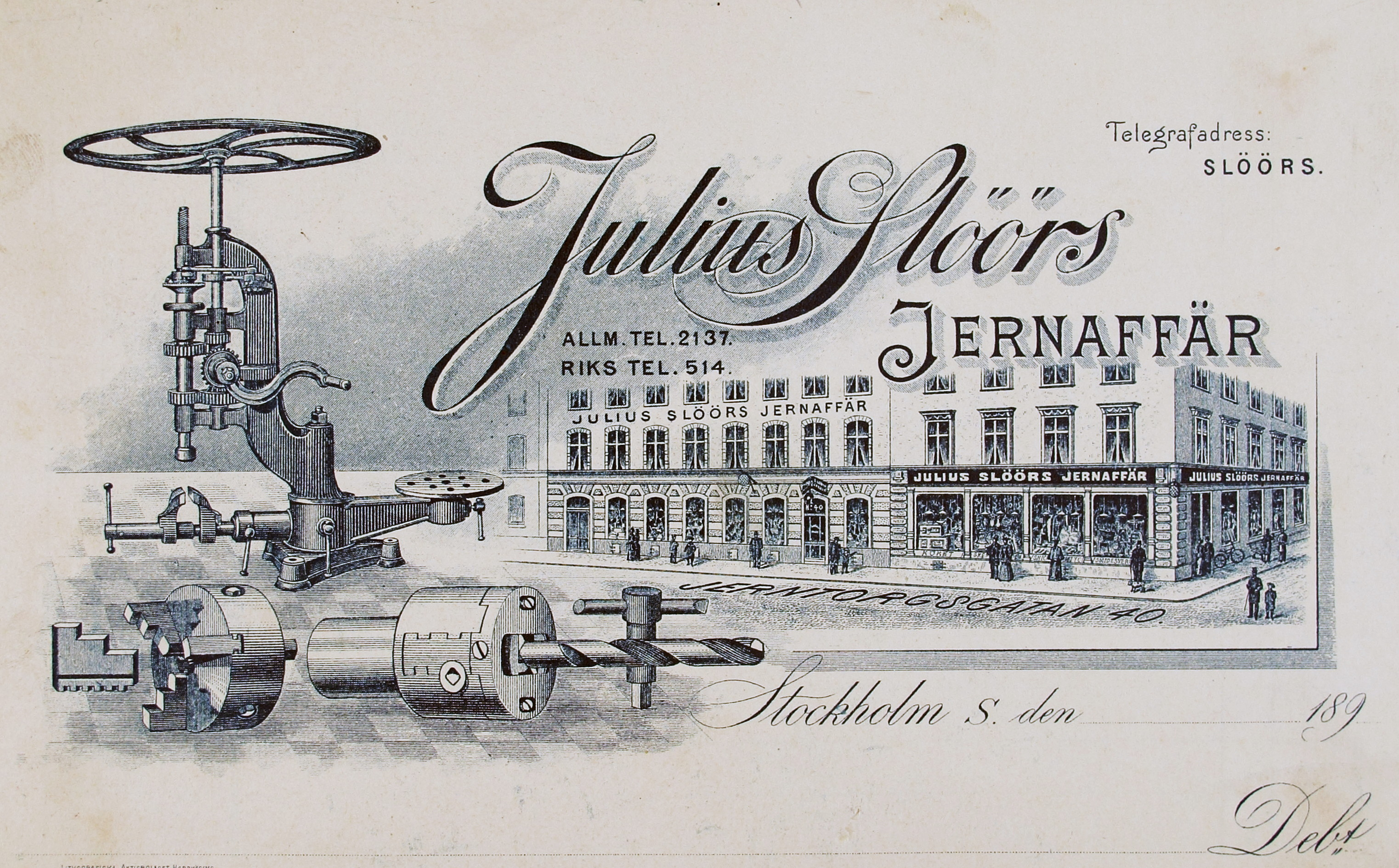
AB Julius Slöör, fakturahuvud, 1890-tal.

AB Julius Slöör (även Järnslöör) var en betydande järn- och redskapsgrossist med försäljningslokaler vid Järntorget och Järntorgsgatan i Gamla stan, Stockholm. Bolaget grundades 1858 av järnhandlaren Julius Slöör och lades ner 1970.

## Historik

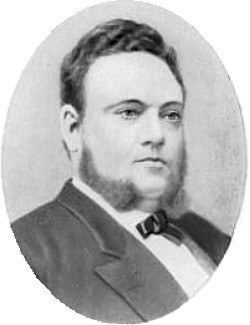
Julius Slöör.

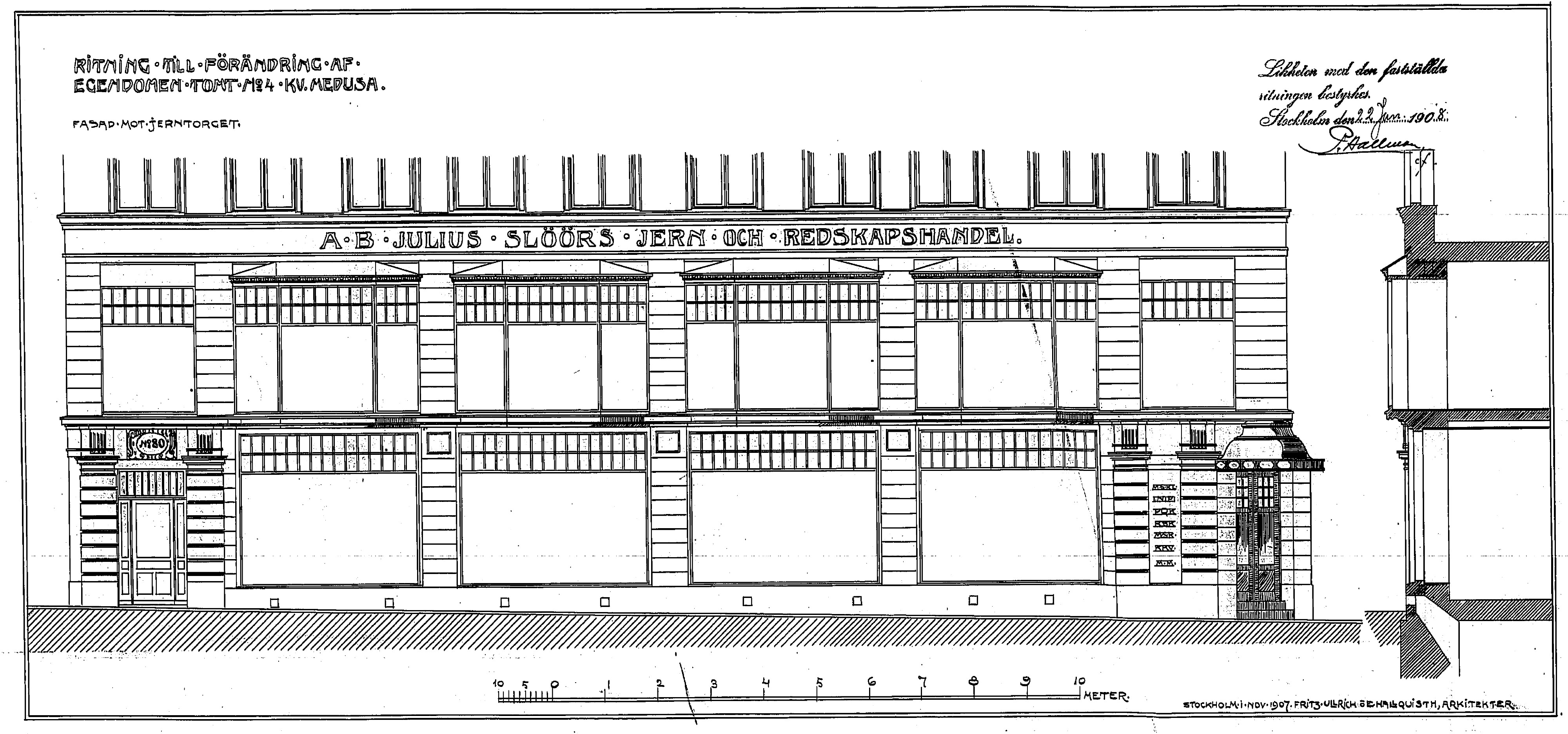
Ombyggnadsritning av Ullrich & Hallquisth från 1907, fasad mot Järntorget.

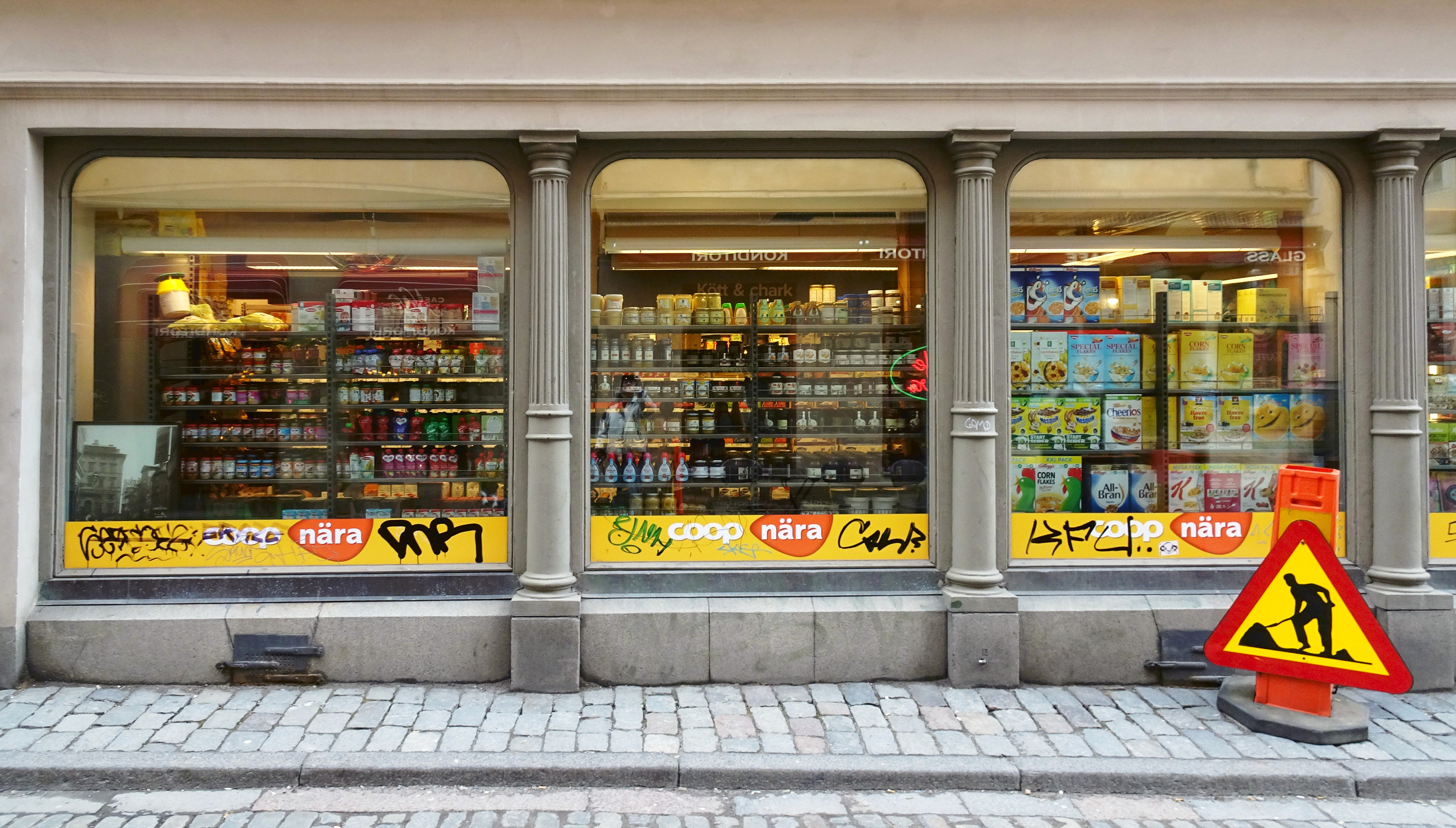
Butiksfasaden mot Järntorgsgatan, 2016.

Firman Julius Slöör bedrev till en början järnhandel och handel med redskap för hushåll, trädgård och lantbruk. Företaget bildades 1858 av järnhandlaren Julius Slöör (född 15 januari 1835 i Vänersborg, död 20 maj 1876 i Stockholm) bosatt i nr 63 gamla nr 1, kvarteret Achilles vid Järntorgsgatan, med handelsbod Järntorgsgatan 2 i kvarteret Medusa. Han lyckades utveckla firman till betydande omfattning. Julius Slöör blev allvarligt sjuk och avled 41 år gammal. 
Efter hans död år 1876 delades verksamheten i ”Järnaffären” och ”Redskapsaffären” som leddes av bröderna Filip Viktor (f.1839) respektive Rudolph Slöör (f. 1832). År 1891 slogs Järnaffären och Redskapsaffären ihop igen, som sedermera leddes av Filip Slöör ensam intill år 1907. Under hans tid bildades 1898 aktiebolaget Julius Slöör med ett aktiekapital på 450 000 kronor. 1902 förvärvades även fastigheten Medusa 4.
Efter 1907 tillträdde Slöörs mångårige medarbetare O.B. Nordzell som verkställande direktör i bolaget. Under hans tid byggdes Medusa 4 om och anpassades till försäljningslokal för ”A.B. Julius Slöör Jern och Redskapshandel” efter ritningar av arkitektkontoret Ullrich & Hallquisth. Företaget hade sina försäljningslokaler i hela bottenvåningen och kontor på övervåningen.
På 1930-talet sysselsatte AB Julius Slöör omkring 70 medarbetare. Utöver försäljningslokaler vid Järntorget hade företaget magasin och lager vid Timmermansgatan 56 med eget järnvägsspår till Stockholms södra station. Här fanns plats grövre artiklar såsom smidesjärn, stål, plåt, balkar,  kätting, bultar, takpapp och liknande. Till Slöörs kunder hörde inte bara privatpersoner utan även smidesfirmor, lantbrukare, handelsträdgårdar och sjömän samt verkstadsindustrin och landets stora tillverkare inom järn- och stålindustrin som Wikmanshytte Bruks AB, Lesjöfors AB och Ramnäs Bruks AB.
I början av 1960-talet drabbades AB Julius Slöör liksom andra järnhandlare och bosättningsaffärer av svårigheter på grund av de stora nyetableringar av varuhusen i Stockholms city. 1958 firade man 100-årsjubileum i sina lokaler vid Järntorget 80, men sedan började en successiv avveckling med minskade krav på lokalytor. 1965 såldes fastigheterna Medusa 3 och 4 till Jonzon & Co. Samma år stängdes butiken på Järntorget 80 och 1970 upphörde verksamheten helt. I Sveriges handelskalender från 1971 uppges som moderbolag Julius Sjögren AB med adress Södermalmstorg 4.

## Bilder

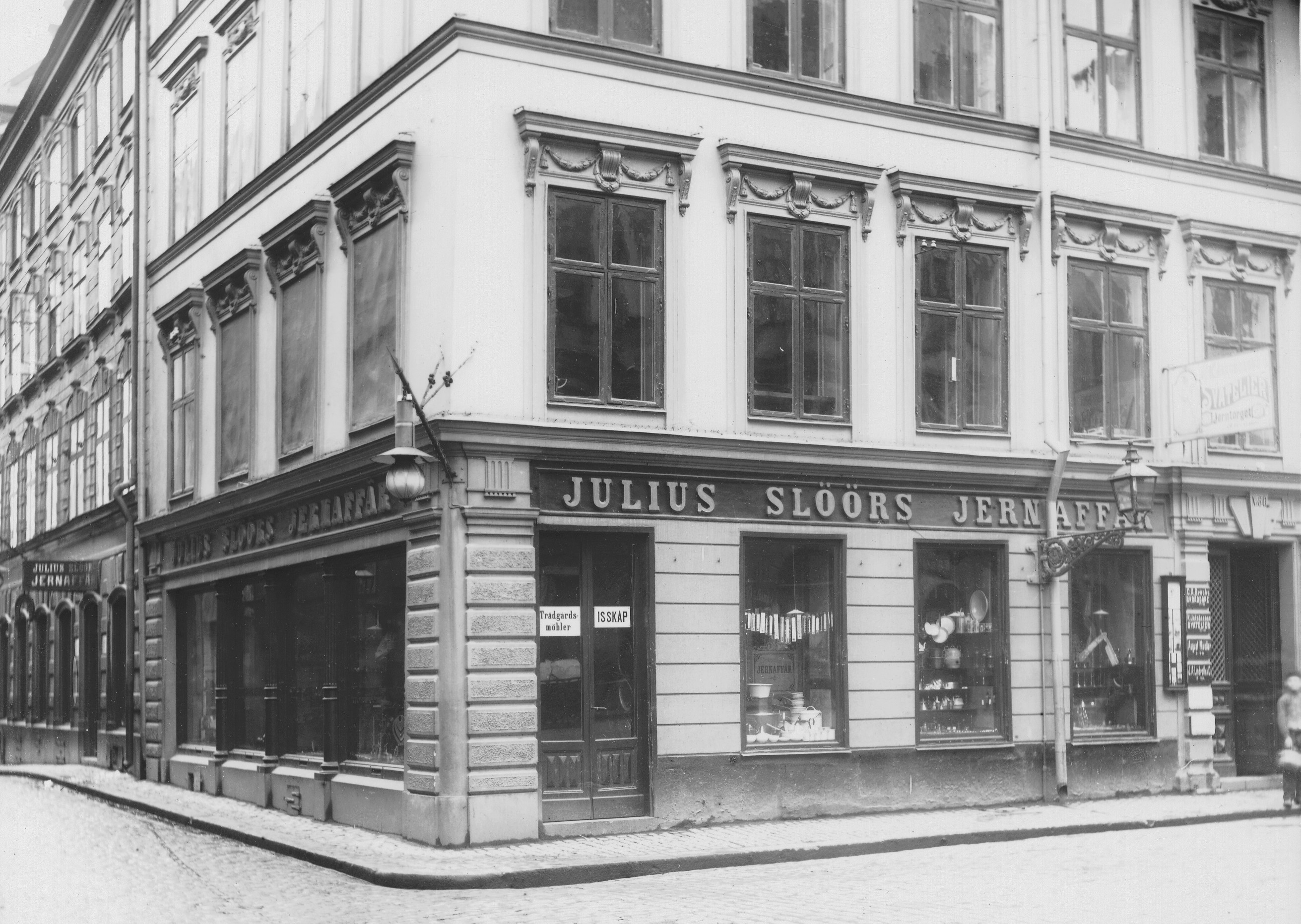
Järnaffären i Mesusa 3 och 4, 1898
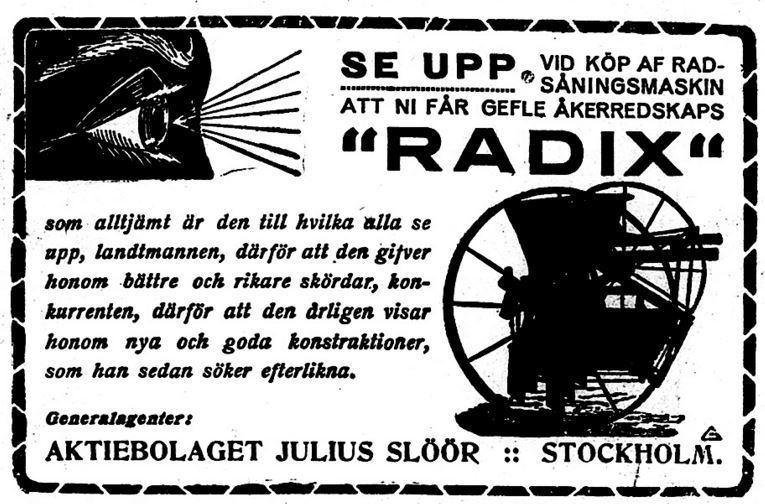
Annons från 1914
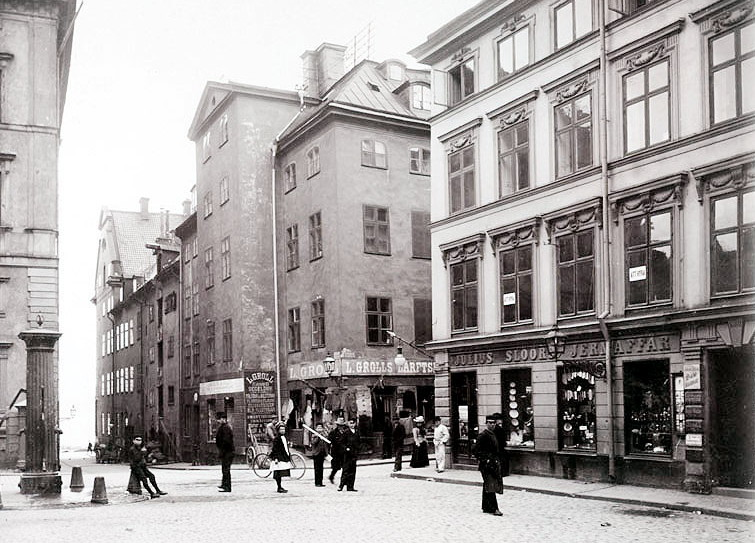
Järnaffären i Medusa 4, 1902
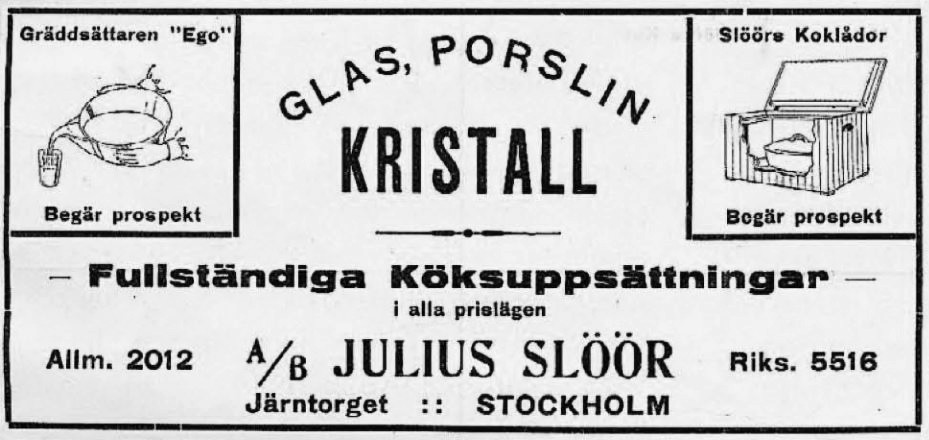
Annons från 1916